# Kasjmirbosmuis
De Kasjmirbosmuis (Apodemus rusiges) is een knaagdier uit het geslacht bosmuizen (Apodemus) dat voorkomt in de Himalaya van Noord-Pakistan (districten Baltistan en Hazara) en Noordwest-India (Jammu en Kasjmir). Deze soort werd meestal geplaatst in de geelhalsbosmuis (A. flavicollis), maar die komt niet verder naar het oosten voor dan West-Iran, maar die is iets kleiner en heeft een lichtere bovenkant en een kortere staart. De Kasjmirbosmuis is groter dan Wards bosmuis (A. wardi), die in hetzelfde gebied voorkomt, en heeft verder een langere staart, een donkerdere bovenkant en een grotere schedel.